# Česká ženská hokejbalová reprezentace
Česká hokejbalová reprezentace žen je výběrem nejlepších českých hráček v hokejbalu. Od roku 2007 se účastní mistrovství světa, kde jejím největším úspěchem je zlatá medaile z roku 2017.

## Účast na mistrovství světa
| MS      | Místo konání           | Umístění |
| ------- | ---------------------- | -------- |
| MS 2007 | Německo (Ratingen)     | . místo  |
| MS 2009 | Česko (Plzeň)          | . místo  |
| MS 2011 | Slovensko (Bratislava) | . místo  |
| MS 2013 | Kanada (St. John's)    | . místo  |
| MS 2015 | Švýcarsko (Zug)        | . místo  |
| MS 2017 | Česko (Pardubice)      | . místo  |